# Osculo

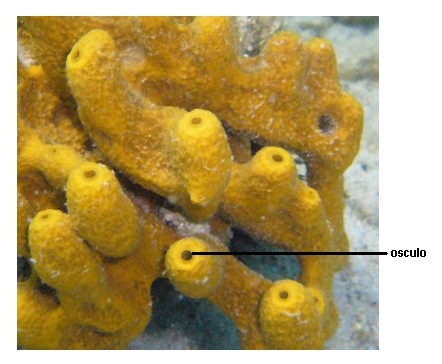

L'osculo (dal latino osculum = piccola bocca) è l'orifizio di forma circolare dell'apparato digerente delle spugne attraverso il quale fuoriesce l'acqua aspirata dai pori. Ha uno scopo nutrizionale. I Poriferi abitano i fondali marini, sono fissi. Si nutrono di particelle piccolissime che sono sospese nell'acqua. Entrano insieme all'acqua attraverso i pori presenti nel corpo. L'acqua poi viene espulsa attraverso l'osculo.